# Eriocaulon santapaui
Eriocaulon santapaui är en gräsväxtart som beskrevs av Harold Norman Moldenke. Eriocaulon santapaui ingår i släktet Eriocaulon och familjen Eriocaulaceae. IUCN kategoriserar arten globalt som akut hotad. Inga underarter finns listade i Catalogue of Life.